# Oderbrücke Bienenwerder
Als Oderbrücke Bienenwerder, Oderbrücke Neurüdnitz–Siekierki, Europabrücke Bienenwerder oder Europabrücke Neurüdnitz–Siekierki (nach den beiden anliegenden Bahnhöfen) wird eine ehemalige Eisenbahnbrücke zwischen dem Ortsteil Bienenwerder der brandenburgischen Gemeinde Oderaue und dem Ortsteil Siekierki (Zäckerick) der westpommerschen Stadt Cedynia (Zehden) bezeichnet. Die Fachwerkkonstruktion überführte die Bahnstrecke Wriezen–Godków über die Oder.
Die erste Brücke an dieser Stelle entstand 1892 als gemischte Eisenbahn- und Straßenbrücke. 1930 ging in der Lage der heutigen Brücke eine reine Eisenbahnbrücke in Betrieb, die alte Brücke diente nun ausschließlich dem Straßenverkehr. 1945 wurden beide Brücken gesprengt. Infolge der neuen Grenzziehung unterblieb zunächst ein Wiederaufbau. Die Eisenbahnbrücke wurde 1957 aus militärischen Gründen wieder aufgebaut, aber praktisch nicht mehr genutzt. Unter dem Namen Europabrücke wird die Brücke heute als grenzüberschreitender Fahrrad- und Fußweg genutzt. Der polnische Abschnitt wurde im Juni 2021, die deutsche Seite am 25. Juni 2022 von Brandenburgs Ministerpräsident Dietmar Woidke im Beisein des Marschalls der polnischen Partnerwoiwodschaft Zachodniopomorskie (Westpommern), Olgierd Geblewicz, eröffnet.
Die Brücke galt bei ihrer Eröffnung als die längste Oderbrücke. Der deutsche Anteil steht unter Denkmalschutz.

## Erste Brücke von 1892
Im Jahre 1883 richtete der Königsberger Landrat von Gerlach eine Immediat-Vorstellung an den Deutschen Kaiser und Preußischen König Wilhelm I., um den Bau einer festen Oderbrücke im Bereich des Oderbruchs zu ermöglichen. Bis 1787 und 1806 bestanden bei Hohenwutzen und Zäckerick feste Übergänge. Wilhelm erließ am 12. Oktober 1883 Allerhöchste Kabinettsorder an den Minister der öffentlichen Arbeiten Maybach, die Herstellung einer festen Brücke über die Oder für den Landverkehr zu verfolgen. Die Brücke sollte zugleich die beiderseits der Oder gelegenen Eisenbahnstrecken miteinander verbinden.

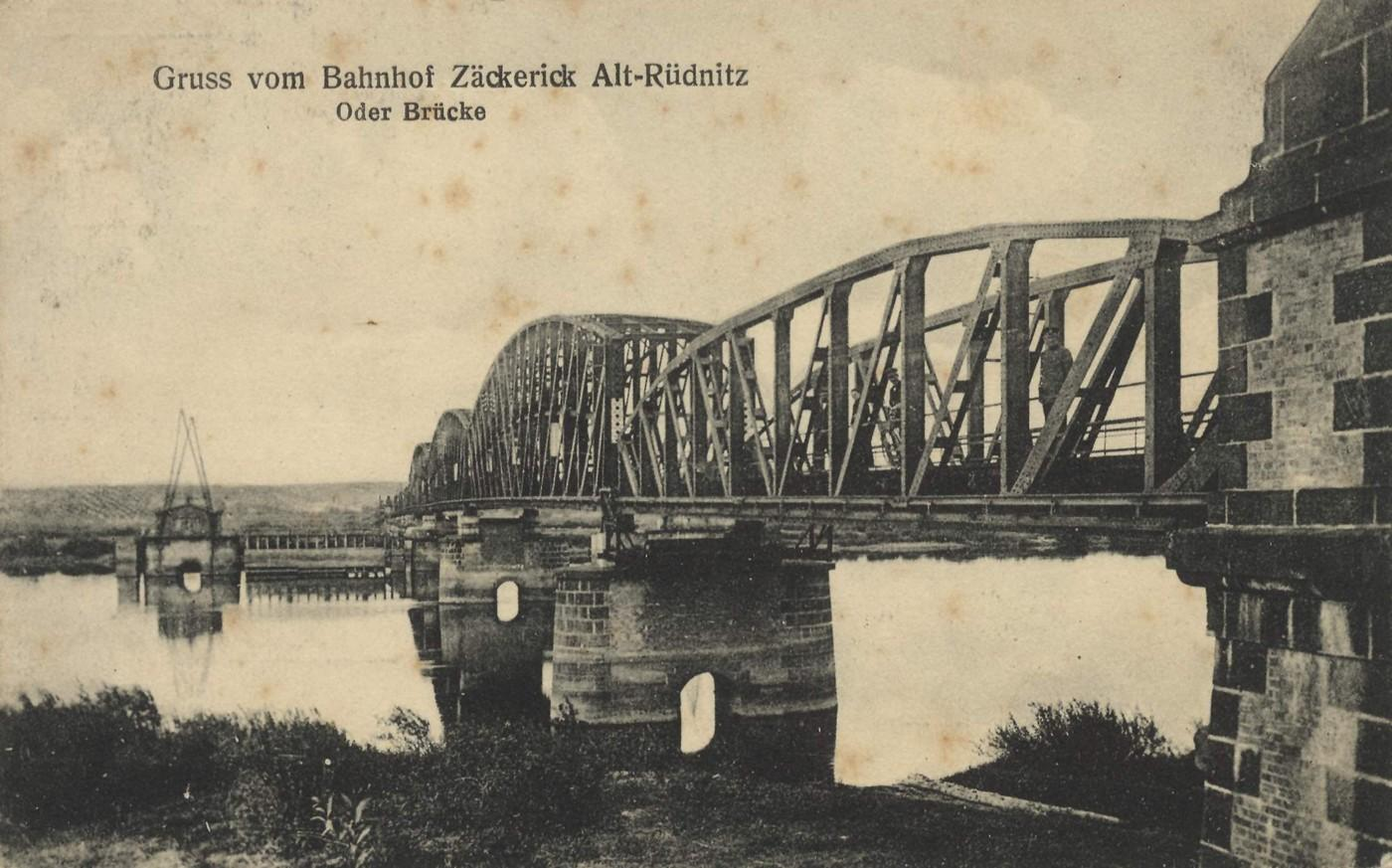
Postkarte der Oderbrücke mit Blick auf das Ostufer, 1910er Jahre

Uneinigkeit bestand hinsichtlich der genauen Lage des Oderübergangs. So favorisierte der Landrat des Kreises Königsberg Nm. eine Brücke bei Alt Rüdnitz, die Königliche Eisenbahn-Direktion (KED) Berlin eine solche zweieinhalb Kilometer stromabwärts. Mehrere Gemeinden des mittleren Oderbruchs forderten eine Brücke zwischen Güstebiese und Bärwalde. Die Magistrate von Freienwalde und Oderberg wünschten eine Oderbrücke bei Hohenwutzen und wollten hierfür die Zustimmung von Reichskanzler Bismarck gewinnen. Letztlich konnte sich der Vorschlag der KED Berlin durchsetzen, weil diese Brücke gegenüber der ortsnahen Variante mit geringerem Aufwand zu erstellen und bei Eisgang weniger gefährdet war. Dem Wunsch des Kreises nach einer zweiten Oderbrücke für den Straßenverkehr wurde nicht stattgegeben, da der Kreis die hierfür geforderten 600.000 Mark Selbstbeteiligung nicht aufbringen wollte. Gegen eine Beihilfe über 42.000 Mark gestattete der Minister der öffentlichen Arbeiten die Nutzung der Eisenbahnbrücke für den Straßenverkehr zu bestimmten Tageszeiten.
Im Mai 1890 begann bei Bienenwerder der Brückenbau. Die Konstruktion bestand aus einer westlichen Strombrücke und einer östlichen Vorflutbrücke, die über einen 113 Meter langen Damm miteinander verbunden waren. Die 338 Meter lange Strombrücke schloss mit dem ersten Überbau von 34 Meter lichter Weite an den Oderdeich an, querte dann den Oderstrom mit drei Öffnungen von je 61 Meter lichter Weite, an die sich drei weitere Öffnungen zu je 34 Meter lichter Weite über das östliche Vorland anschlossen. Die Stützweiten der 306 Meter Vorflutbrücke betrug 9 × 34 Meter, insgesamt 306 Meter. Die eisernen Überbauten hatten die Form von Halbparabelträgern. Ausgehend von einem maximalen Pegelstand von 8,5 Metern wurden die eisernen Brückentraversen bei zehn Metern über Normalnull und die Schienenoberkanten bei elf Metern über Normalnull angeordnet. Für den Straßenverkehr entstand ein 450 Meter langer Damm von der Vorflutbrücke zum Zäckerick-Alt-Rüdnitzer Communications-Weg. Die Baumaterialien kamen über den Wasserweg zur Baustelle. Auf Anordnung des Kriegsministeriums mussten in den Strompfeilern Sprengkammern eingebaut werden. Die Baukosten beliefen sich auf 1,28 Millionen Mark. Am 20. Dezember 1892 ging die Strecke von Wriezen nach Jädickendorf einschließlich der Brücke feierlich in Betrieb.

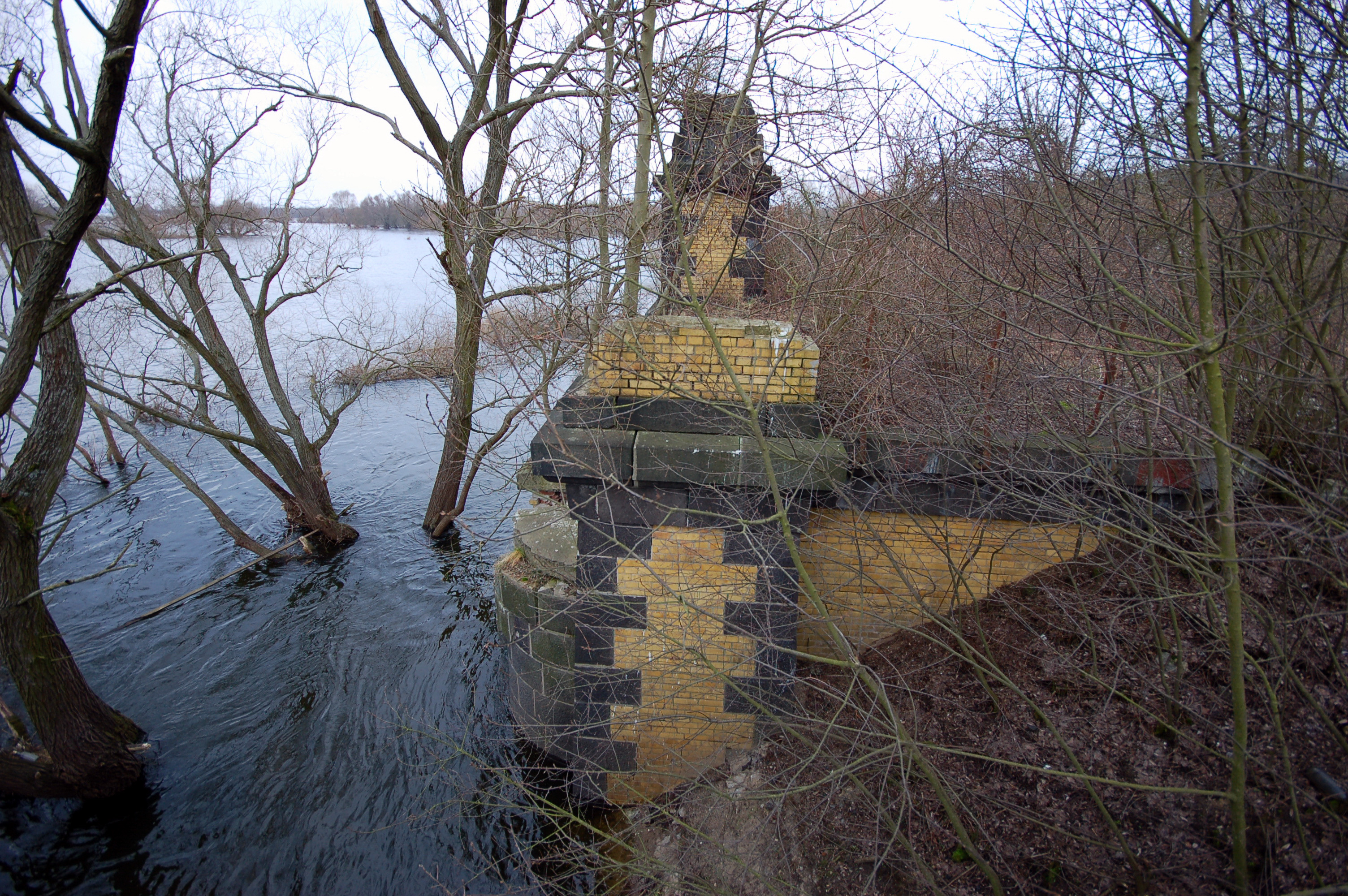
Widerlager der ersten Brücke von 1892 auf polnischer Seite, 2011

Die Brückennutzung war Fußgängern und Fuhrwerken gegen Entrichtung eines Brückenzolls gestattet. Er betrug für Fußgänger fünf Pfennig, für Pferde, Rinder, Maultiere und Esel je zehn Pfennig und für Fuhrwerke 20 Pfennig. Fuhrwerke durften zudem nur zu bestimmten Tageszeiten jeweils in eine Richtung, Fußgänger zwischen sieben Uhr morgens und acht Uhr abends passieren. Der Königsberger Landrat von Saldern intervenierte gegen die Beschränkungen zunächst erfolglos. Als er sich bei einer Fahrt durch das Kreisgebiet die Überfahrt erzwang, wurde er zu einer Strafe von zehn Mark verklagt. Das gleiche Schicksal ereilte den Kreisfeuersozietätsdirektor, als er an eine Brandstelle wollte. Der Brückenwärter empfahl ihm, er solle anderthalb Meilen (≈ 11,3 Kilometer) herumfahren, um mit der nächsten Fähre überzusetzen. Der Königsberger Abgeordnete im Abgeordnetenhaus von Dobeneck kritisierte den Minister der öffentlichen Arbeiten von Thielen scharf ob der strikten Bestimmungen und deutete an, dass der Kreis unter diesen Voraussetzungen kein Interesse mehr an der Brücke hätte und vielmehr den Bau einer eigenen Straßenbrücke – mit finanziellem Zuschuss der Staatsregierung – favorisiere. Die Kritik verfehlte ihre Wirkung nicht und mit Wirkung vom 1. Januar 1896 wurde die Brücke zwischen sieben Uhr morgens und acht Uhr abends – mit Ausnahme der für den Eisenbahnverkehr reservierten Stunden – dem allgemeinen Verkehr freigegeben. Zuvor waren an beiden Brückenköpfen Sperrsignale für den Straßenverkehr aufgestellt worden. Im gleichen Jahr wurde bekannt, dass ein bauausführender Betrieb „alle zur Befestigung der Eisenteile auf den Widerlagern der Steinpfeiler dienenden Steinschrauben unterhalb der Köpfe abgehauen und nur eingebleit“ habe. Untersuchungen seitens der Königlichen Eisenbahn-Direktion (KED) Stettin bestätigten die Vorwürfe. Über das weitere Vorgehen in dem Fall liegen keine Informationen vor.
Bereits 1910 musste die Brücke um 1,60 Meter angehoben und die Lager verstärkt werden, damit schwerere Züge und größere Schiffe und Schuten passieren konnten. Da die Schifffahrt nur die Öffnungen 3 und 4 nutzte, konnten die übrigen Überbauten als verlängerte Rampen herangezogen werden. Am westlichen Widerlager waren daher noch Hebungen um 66 Zentimeter, am östlichen Widerlager um 83 Zentimeter erforderlich. Für die Verstärkung wurden 442.000 Mark bewilligt, die Hebung schlug mit rund 40.000 Mark zu Buche.
Mit dem Neubau der Eisenbahnbrücke wurde die alte Brücke dem Kreis Königsberg Nm. übertragen, der sie zu einer reinen Straßenbrücke umfunktionierte. Zur Erhöhung der Verteidigungsbereitschaft musste die Fahrbahn im Juli 1944 verstärkt werden. Deutsche Truppen sprengten die Brücke beim Rückzug im April 1945, sowjetische Pioniereinheiten beseitigten im Sommer 1945 die Überreste. Teile des Fundaments sind erhalten geblieben.

## Zweite Brücke von 1930

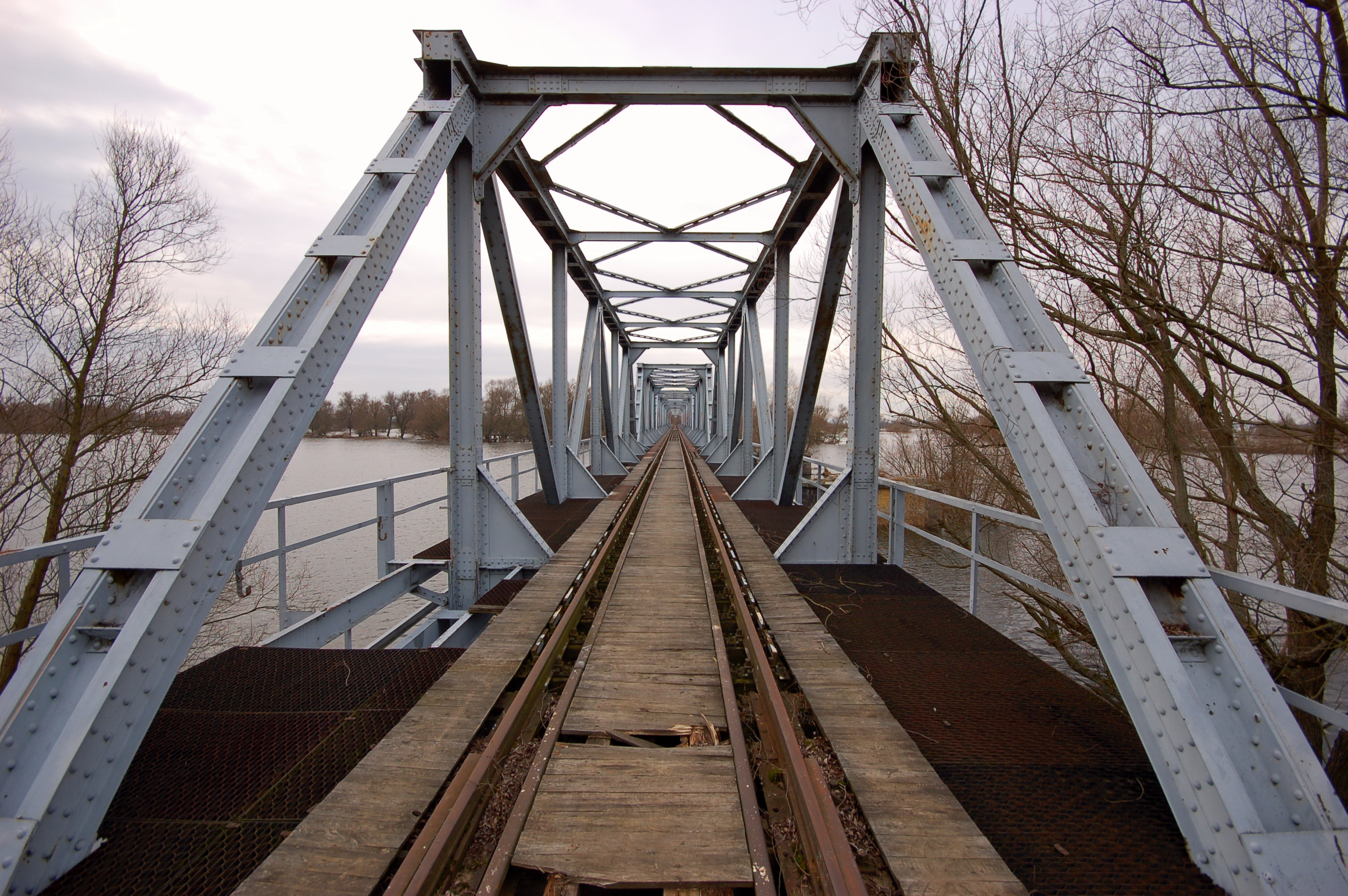
Vorflutbrücke auf polnischer Seite, 2011

Da die alte Brücke trotz der Verstärkungen den 1925 eingeführten Lastenzügen der Deutschen Reichsbahn-Gesellschaft nicht genügte und eine weitere Ertüchtigung genauso teuer gekommen wäre wie ein Neubau, entschloss sich die Reichsbahn 1929 für letzteren. Die neue Brücke entstand oberhalb der alten Brücke, die fortan nur dem Fuhrwerksverkehr diente. Die Einteilung der Brücke in Strombrücke, Zwischendamm und Vorflutbrücke entsprach im Wesentlichen dem Vorgängerbau, auch die Pfeilerabstände wurden überwiegend beibehalten (36,5 + 128 + 62 + 36,5 + 36,5 + 36,5 Meter). Aus Rücksicht auf die Schifffahrt fasste man den zweiten und dritten Überbau zu einem 128 Meter langen Überbau zusammen, wodurch der dritte Pfeiler entfallen konnte. Der tomatenrot gestrichene Neubau bestand aus parallelgurtigen Fachwerkträgern. Für die großen Überbauten verwendete man St 52, für alle anderen St 37. Die Pfeiler 5 (Strombrücke) und 13 (Vorflutbrücke) waren mit festen Lagern zur Aufnahme der bis zu 2800 Kilonewton starken Horizontalkräfte ausgebildet. Zusätzlich verstärkten 30 Tonnen schwere, eiserne Bremsböcke die Bremspfeiler. Die übrigen Pfeiler waren nur mit Rollenlagern zur Aufnahme der senkrechten Lasten versehen. Die Montage der kleineren Überbauten erfolgte vor Ort, der große 128 Meter lange Überbau wurde in zwei Segmenten montiert. Die Schienen auf den Überbauten waren durchgehend, die auf dem Zwischendamm zu je 30 Meter verschweißt. An den Brückenenden befanden sich Auszugsvorrichtungen für den Dehnungsausgleich. Die Bauzeit belief sich auf 13 Monate, die Baukosten betrugen rund 2,9 Millionen Reichsmark. Die Bauausführung übernahm die Firma Beuchelt & Co.. Am 22. Dezember 1930 fuhr der erste planmäßige Zug über die Brücke.
Der letzte reguläre Zug überquerte die Brücke am 30. Januar 1945. Im Zuge der Weichsel-Oder-Operation war Wriezen ab Februar 1945 Frontstadt. Noch vor dem Rückzug der deutschen Truppen wurde die Brücke Anfang Februar wohl unbeabsichtigt gesprengt. Zeitzeugen berichteten von Tieffliegern, die die am Mittelpfeiler 4 angebrachten Sprengladungen getroffen hätten. Sowjetische Pioniere beseitigten im Sommer 1945 die Überreste. Die nach Kriegsende auf polnischer Seite verbliebene Vorflutbrücke blieb erhalten. Den polnischen Streckenteil übernahm die Polnische Staatsbahn (PKP), der auf deutscher Seite verbliebene Streckenteil wurde demontiert.

## Wiederaufbau der Eisenbahnbrücke und weitere Nutzung

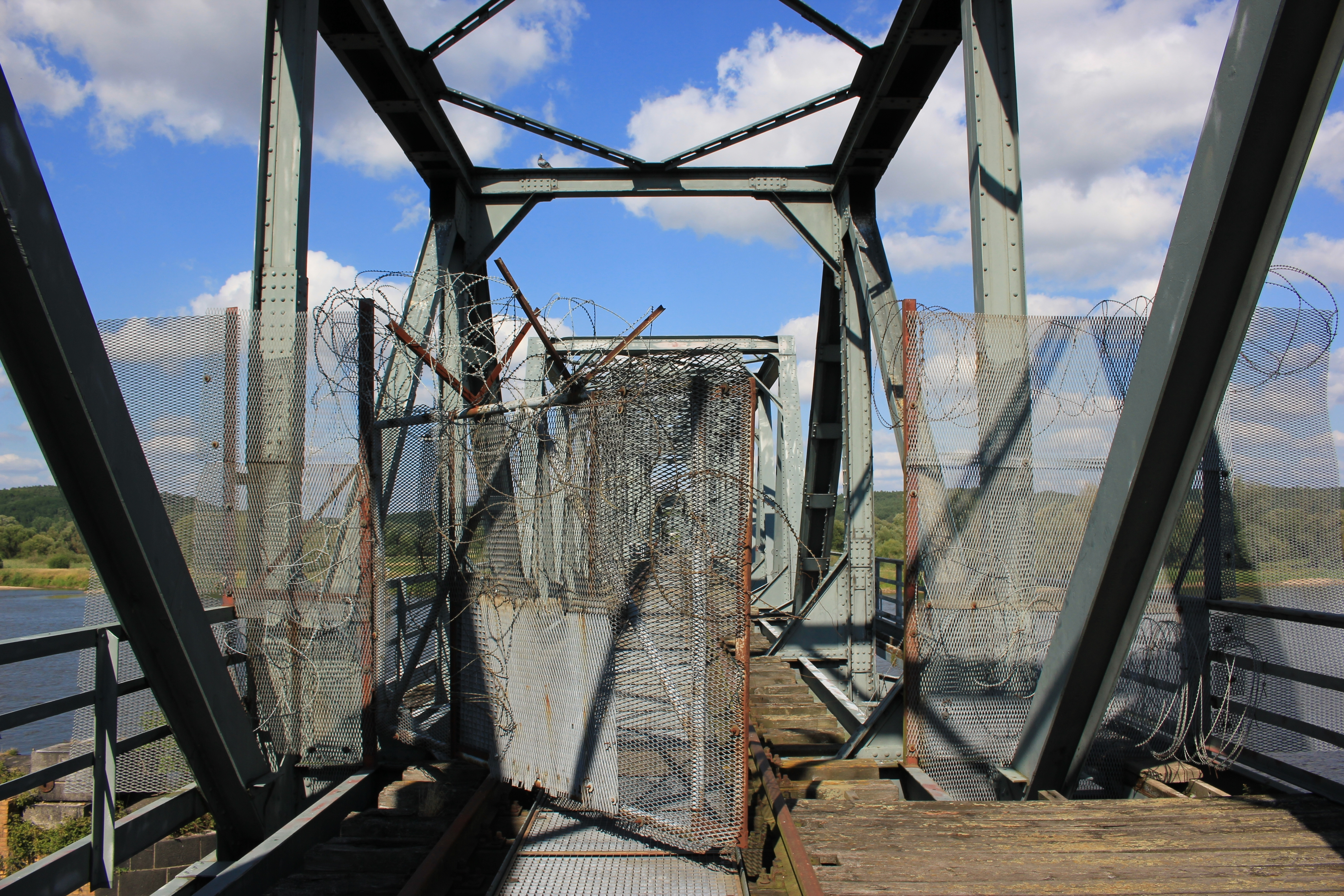
Strombrücke von deutscher Seite aus, 2018

Anfang der 1950er Jahre begann die Deutsche Reichsbahn mit dem Wiederaufbau der Strombrücke. Hintergrund waren strategische Konzeptionen des Oberkommandos der Warschauer Vertragsstaaten. Die Strecke sollte im Falle militärischer Auseinandersetzungen mit der NATO als Nachschublinie dienen. Beim Wiederaufbau griff die Reichsbahn auf Altbestände zurück. Überbau 2 (34,5 Meter) kam von der Reichsbahndirektion Halle, Überbau 3 (100 Meter, auf 91 Meter verkürzt) aus Frankfurt (Oder) und Überbau 4 (62,7 Meter) von der Bornholmer Straße in Berlin. Daher hat die Strombrücke heute kein einheitliches Aussehen. Pfeiler 2 wurde neu gegründet, Pfeiler 3 konnte instand gesetzt werden. Die Montage übernahm der VEB Stahlbau Niesky.
Die Belastung des Brückenzuges wurde am 28. Juni 1955 unter Einsatz von polnischen Dampflokomotiven erprobt. Dem Wiederaufbau der Brücke schloss sich die Wiederinbetriebnahme der Eisenbahnstrecke auf deutscher Seite zum 15. Oktober 1957 an. Laut dem Reichsbahn-Güterkursbuch 1966/67 war ein grenzüberschreitender Güterverkehr mit der PKP vorgesehen, die Hinweise finden sich in späteren Ausgaben nicht mehr. In den 1970er Jahren kam das Gerücht von einer Aufnahme des grenzüberschreitenden Güterverkehrs wieder auf. Die ab dem 1. Juli 1975 bekannten Anweisungen für den Grenzübergang bezogen sich jedoch ausschließlich auf den Militärverkehr. Um die Betriebsfähigkeit des Grenzübergangs zu prüfen, waren jährlich zwei Probefahrten vorgesehen, bei denen beide Bahnverwaltungen je einen Salonwagen stellen sollten. Ob diese Fahrten indes jemals stattfanden, ist nicht bekannt. Einzelne Quellen geben an, dass die Brücke nach 1955 nie oder von höchstens einem Zug befahren wurde.
1976 beauftragte das Ministerium für Verkehrswesen die Reichsbahndirektion Berlin mit der Herstellung eines Gleisanschlusses mit Deichverschluss an der Oder. Die polnische Seite traf ähnliche Maßnahmen. Das Vorhaben konnte im Folgejahr umgesetzt werden. Damit konnte eine pioniertechnische Oderquerung mittels einer Pontonbrücke parallel zur Oderbrücke hergestellt werden, sodass die Leistungsfähigkeit der Bahnstrecke erhöht oder diese auch nach einer möglichen Zerstörung der Oderbrücke nutzbar geblieben wäre. Die Anlage wurde Ende der 1970er Jahre bei einem gemeinsamen Manöver der Nationalen Volksarmee und der Polnischen Volksarmee von einem mit Panzern beladenen Zug und mehreren Kraftfahrzeugen befahren.
Die Oderbrücke war spätestens nach der Einstellung des Verkehrs 1983 in der DDR beziehungsweise 1994 in Polen ungenutzt und abgesperrt. Am 26. Juli 1998 fand ein grenzüberschreitender Marathonlauf mit Laufroute über die Brücke statt. Am 5. September 2012 wurde sie für einen Tag im Rahmen einer Festveranstaltung für Fußgänger und Draisinenverkehr geöffnet. Ab dem 15. März 2014 war die Brücke auf deutscher Seite zunächst regelmäßig für den Draisinenverkehr bis zur Staatsgrenze geöffnet, musste dann aber 2015 auf Betreiben der Unteren Naturschutzbehörde des Landkreises Märkisch-Oderland geschlossen werden. Hintergrund war ein im Juni 2013 an einem Brückenpfeiler nistendes Uhu-Pärchen, die Art steht in Polen auf der Roten Liste. Im Juli 2017 wurde bekannt, dass die Brücke mit Mitteln aus dem Kooperationsprogramm INTERREG saniert und als gemischter Fuß- und Radweg genutzt werden wird. Im Juni 2021 wurde die polnische Seite bis zu einer Aussichtsplattform in Ufernähe eröffnet, die Inbetriebnahme der deutschen Seite fand am 25. Juni 2022 statt.